# Yamishibai
Yamishibai (闇芝居 en V. O.) es una serie original de anime y terror estrenada en 2013 en TV Tokyo. La primera temporada fue dirigida por Tomoya Takashima y escrita por Hiromu Kumamoto y producida en los estudios ILCA.
Cada episodio está compuesto por cortos de tres minutos y está animado de tal manera que imita el método de los kamishibai. Estos están basados en mitos y leyendas populares japonesas.
Las demás temporadas fueron dirigidas por Takashi Shimizu y Noboru Iguchi con guiones de Shōichirō Masumoto.
Un anime spin-off, titulado "Ninja Collection", se empezó a emitir desde el 13 de julio de 2020. En Latinoamérica se transmite en simulcast por la plataforma Crunchyroll.

## Resumen
El modo de presentación de las obras varía por temporada.
Cada semana a las 17:00 un kamishibai se prepara para contar a los niños una historia popular de terror inspirada en el folclore japonés. En la parte trasera de su bicicleta, trae consigo un escenario con el que representa a los personajes. 
A partir de la tercera temporada se optó por cambiar al narrador, siendo en esta ocasión un joven que canta: "amigos de este lado, idos a aquel lado" mientras dibuja ilustraciones de los personajes de la obra.
En la cuarta temporada se recupera la imagen del primer kamishibai. Respecto a la sexta temporada, se cambia el escenario de modo que en vez de representarse en el patio de recreo, el hombre cuenta las leyendas en un bosque.

## Emisión
La primera temporada de 13 episodios se estrenó el 14 de julio de 2013 en TV Tokyo. La serie se emitió más tarde en AT-X .Crunchyroll también adquirió las dos temporadas de la serie para transmisión simultánea en ciertas partes del mundo con subtítulos.
El 4 de abril de 2014, All-Entertainment Co., Ltd. lanzó la primera temporada en su totalidad en un solo volumen de DVD en Japón. La primera temporada ha sido autorizada por Sentai Filmworks.
La segunda temporada se emitió del 6 de julio de 2014 al 28 de septiembre de 2014. 
La tercera temporada se emitió del 11 de enero de 2016 al 3 de abril de 2016. 
La cuarta temporada se estrenó en enero de 2017 y la quinta temporada se estrenó en julio del mismo año. 
La sexta temporada se emitió el 6 de julio de 2018. 
La octava temporada se estrenó en enero de 2021 y la novena temporada se emitió en julio del mismo año. 
La décima temporada se emitió desde enero de 2022.
Actualmente la undécimo temporada se encuentra en emisión desde julio de 2023.

## Temporadas
| Temporada 1              | Temporada 2                   | Temporada 3                  | Temporada 4               | Temporada 5                   | Temporada 6                  | Temporada 7                     | Temporada 8               | Temporada 9                  | Temporada 10                | Temporada 11          |
| ------------------------ | ----------------------------- | ---------------------------- | ------------------------- | ----------------------------- | ---------------------------- | ------------------------------- | ------------------------- | ---------------------------- | --------------------------- | --------------------- |
| 1. La mujer del talismán | 1. Taro-Chan                  | 1. Préstamelo                | 1. La lengua              | 1. La llamada equivocada      | 1. Visita estruendosa        | 1. Entrega                      | 1. Un pañuelo en el suelo | 1. Boda de ratas             | 1. Un trabajo indeseable    | 1. El regreso de Taro |
| 2. La cruel reverencia   | 2. Cocina                     | 2. Túnel                     | 2. El acuario             | 2. Dámelo                     | 2. Cueva Tomonashi           | 2. El niño sin sueño            | 2. Fecha de muerte        | 2. El hombre de la conejera  | 2. La última nota           | 2. La casa de ofrenda |
| 3. La regla familiar     | 3. Adentro                    | 3. El ratón                  | 3. Tijeras de costura     | 3. La vieja de los cuervos    | 3. Brisa alusiva             | 3. El recibidor                 | 3. No mires hacia atrás   | 3. La oveja 44               | 3. El final del día         |                       |
| 4. Cabello               | 4. La mujer de la pared       | 4. La enfermería alegre      | 4. El tacón rojo          | 4. La copiona                 | 4. Ofrenda al pantano        | 4. Las pinturas                 | 4. Lanzando frijoles      | 4. Perrito faldero           | 4. El último tren           |                       |
| 5. Piso extraño          | 5. Casillero                  | 5. El museo de disecados     | 5. El autobús nocturno    | 5. Sombras de mujeres         | 5. El goteo                  | 5. Aviso de término de servicio | 5. Carcajadas             | 5. El tigre de papel maché   | 5. El último cliente        |                       |
| 6. Rejilla portaequipaje | 6. Nao-Chan                   | 6. El festival del otro lado | 6. ¿Quién soy?            | 6. Señora venganza            | 6. Cerezo                    | 6. El balcón                    | 6. La pesca del día       | 6. El espíritu del buey      | 6. Recolección de deseschos |                       |
| 7. Contradicción         | 7. Gashapon                   | 7. Detrás de ti              | 7. Sonidos de pasos       | 7. Escondiéndose de la vieja  | 7. Huevos de rana            | 7. El teléfono público          | 7. Issun Boshi            | 7. Gallo                     | 7. El suceso del túnel      |                       |
| 8. Kasagamisama          | 8. Confesionario de despedida | 8. La muñeca china           | 8. El casete              | 8. Los vecinos                | 8. Oráculo marino            | 8. La tos                       | 8. Descanso               | 8. El caballito              | 8. El reloj                 |                       |
| 9. Maldito               | 9. Ominie-San                 | 9. El cuarto hombre          | 9. Apretón de dientes     | 9. Para ver a los fantasmas   | 9. Juegos en la arena        | 9. La mujer del ascensor        | 9. El hormiguero          | 9. La fiesta de la serpiente | 9. Para mi yo del futuro    |                       |
| 10. Luna                 | 10. Fastidiado                | 10. El carrusel              | 10. Grulla invoca muertos | 10. La adivinación de la flor | 10. El árbol de la inocencia | 10. Manga café                  | 10. Huellas en la nieve   | 10. Carne de jabalí          | 10. El otro edificio        |                       |
| 11. Video                | 11. Recogida                  | 11. El reloj cucú            | 11. La línea blanca       | 11. Soy la única              | 11. Ventisca                 | 11. El cuarto de las hermanas   | 11. La maldición          | 11. El palacio del dragón    | 11. Adiós // 11.            |                       |
| 12. Tomonari-Kun         | 12. Netsuke                   | 12. Bajo el agua             | 12. La casa de nieve      | 12. El último autobús         | 12. Caída de la cascada      | 12. El probador                 | 12. Teléfono de cordel    | 12. Oración de mono          | 12. Promesa                 |                       |
| 13. Uzuki                | 13. Tambores portadores       | 13. El dibujo                | 13. La vía subterránea    | 13. La mujer fatal            | 13. Ecos                     | 13. El refrigerador             | 13. Sonámbulo             | 13. El año del gato          | 13. La centésima historia   |                       |